# Мемоар на ВМРО до Венецианската и Лозанската конференция
„Мемоарът на ВМРО до Обществото на народите и до министър-председателите на Великите сили“ от октомврии 1922 година е документ, изпратен от Централния комитет на възстановената Вътрешна македонска революционна организация до Венецианската конференция от октомври 1922 година и до Лозанската конференция от 1922 – 1923 година.

## История

### Венециански мемоар
Мемоарът е първият следвоенен мемоар след мемоара, изпратен от Изпълнителния комитет на Македонските братства до Парижката мирна конференция в 1919 година. Към 1922 година революционната организация вече е възстановила своите структури, ръководни органи, печатни органи и Задгранично представителство и това е първият мемоар, изпратен от нейния Централен комитет в опит да се повлияе международното обществено мнение.
На 16 октомври 1922 година във Венеция, Италия, е открита Конференцията по източните въпроси. На 15 октомври с окръжно № 321 Централният комитет на ВМРО се съобщава, че е изпратил меморандум до конференцията, подписан от членовете генерал Александър Протогеров, Тодор Александров и Петър Чаулев, като се подчертава и че „няма да мине много време и борческа Македония ще извоюва своята независимост“.
Мемоарът е от името на „едно поробено население, решено да постигне справедливост, етническа свобода, равноправие и мир“. В него се твърди, че възстановяването на революционната борба е причинено от денационализаторската политика на новите владетели на Македония Гърция и Сърбия:
| „ | Тъй като настоящият режим в Македония е по-непоносим от предишния; в действителност, в своето намерение да асимилират със сила народите, които живеят там, Гърция и Сърбия им забраняват културните свободи, правото да се молят и да учат своите деца на майчиния им език... След обнародването на договорите за защита на малцинствата, македонците се обнадеждиха, че Обществото на народите ще принуди Гърция и Сърбия да дадат предвидените права и свободи, тъй като тези две споменати страни не биха разрешили това по своя воля; в действителност те не признаха съществуването на българи, власи и албанци в Македония, така че и тази надежда е на път да не се осъществи; като доказателство голям брой хора се принудиха да хванат оръжието и да отидат в планината. | “ |

Мемоарът описва естествените граници на Македония, както и населението ѝ: 48 % българи, 23 % турци, 11 % гърци, 8 % албанци, 3,4 % власи, 1,6 % цигани и 5 % евреи и други етнически групи и подчертава, че разделението на областта е случайно и изкуствено, тъй като то няма икономическа основа, и съответно 90 % населението на Македония, включващо българите, турците, албанците, власите и евреите, е против него и се придържа към идеята да Независима Македония, поставена под защитата на Обществото на народите или на някоя упълномощена от него сила. Мемоарът апелира за задоволяване на това справедливо искане „за да се възстанови мирът и правото и в нашата нещастна родина и да се предотврати проливането на кръв, което е неизбежно както в Македония, така и на Балканския полуостров“.

### Лозански мемоар
Меморандум, подписан от тримата членове на Централния комитет, е изпратен и до следващата Конференция по близкоизточните въпроси, която се открива в Лозана на 20 ноември 1922 година. Мемоарът не е запазен в оригинал, но според Цочо Билярски съдържанието му „ако не е дословно, то поне е идентично с това на мемоара до Венецианската конференция“. В мемоара се заявява, че организацията „иска да се създаде от цяла Македония една независима държава, за да не се проливат кърви“ и тя предупреждава, че „ако не бъде чута, ще почне вече своите динамитни и др. атентати и акции, за да извоюва свободата на поробената Родина“. В органа си „Известия на Централния комитет на ВМРО“ от 30 декември 1922 година той информира, че предаването на меморандума „е провело силно впечатление сред конференцията“. Но меморандумът не е обсъждан на конференцията, а само е „живо разискван в частните срещи“.